# Bir I
Bir I (m. 1166) foi um maí (rei) do Império de Canem da dinastia sefaua que governou de 1140 e 1166. Era sucessor de Dunama I (r. 1086–1140), seu pai, e sua mãe pertencia à etnia dos caís. Foi sucedido por seu filho Abedalá I (r. 1166–1182).